# 나주 영모정

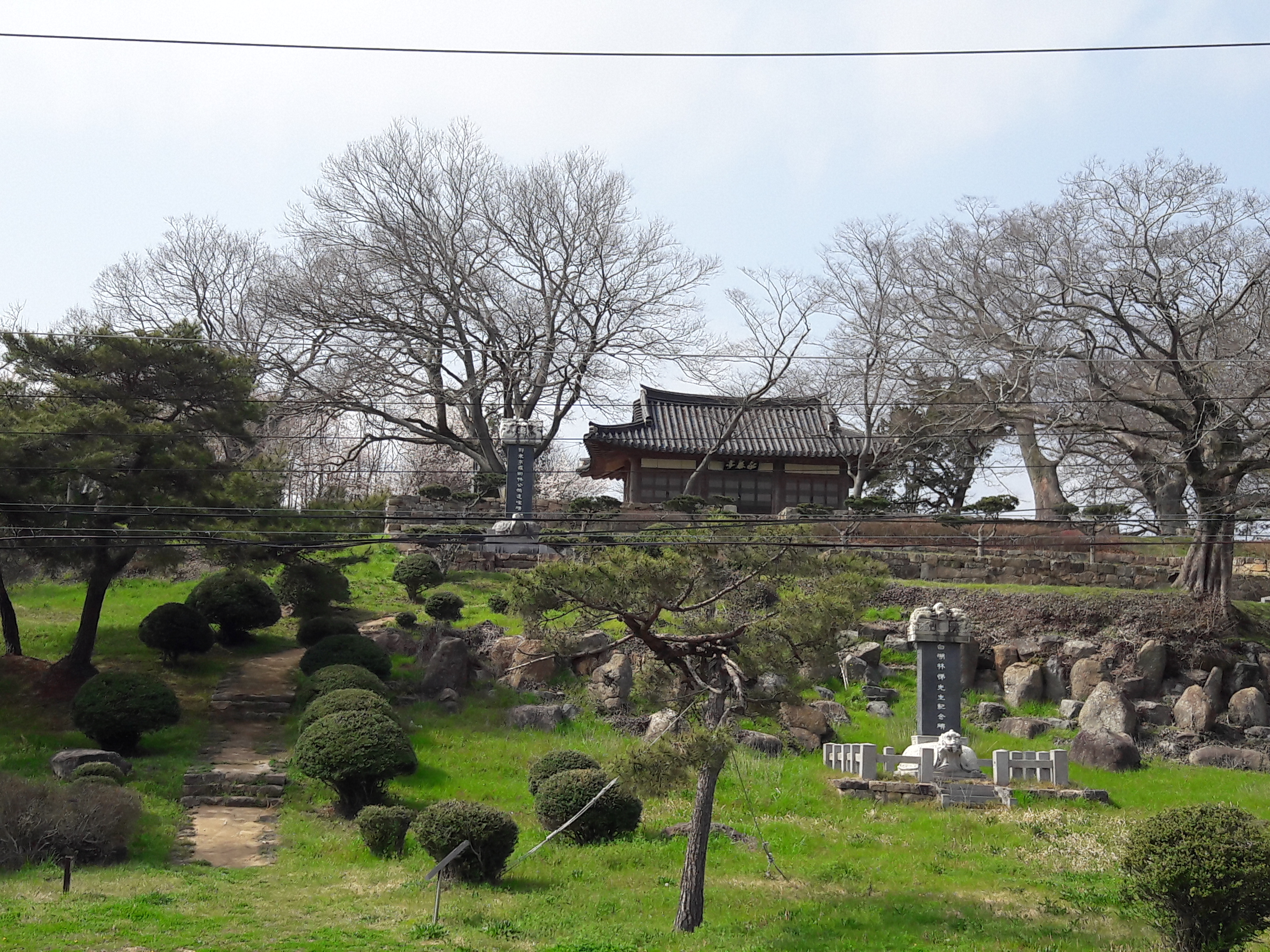

나주 영모정(羅州 永慕亭)은 대한민국 전라남도 나주시 다시면 회진리에 있는 건축물이다. 1987년 6월 1일 전라남도의 기념물 제112호로 지정되었다.

## 개요
영모정은 임붕(1486∼?)이 중종 15년(1520)에 지은 정자로 처음에는 그의 호를 따서 귀래정이라 하였으나 명종 10년(1555)에 후손이 다시 지으면서 영모정이라 이름을 바꾸었다 한다. 또한 임붕의 손자인 조선시대 명문장가 백호 임제가 시를 짓고 사람을 사귀었던 곳이기도 하다.
지금 있는 건물은 1982년 다시 고쳐 지은 것이다.
건물은 앞면 3칸·옆면 2칸 규모로, 지붕은 옆면에서 볼 때 여덟 팔(八)자 모양인 팔작지붕이다. 왼쪽 1칸은 온돌방, 오른쪽 2칸은 마루로 되어 있다.
영모정은 비교적 오래전에 지었고 정자의 건축 규범을 보여 주고 있다.

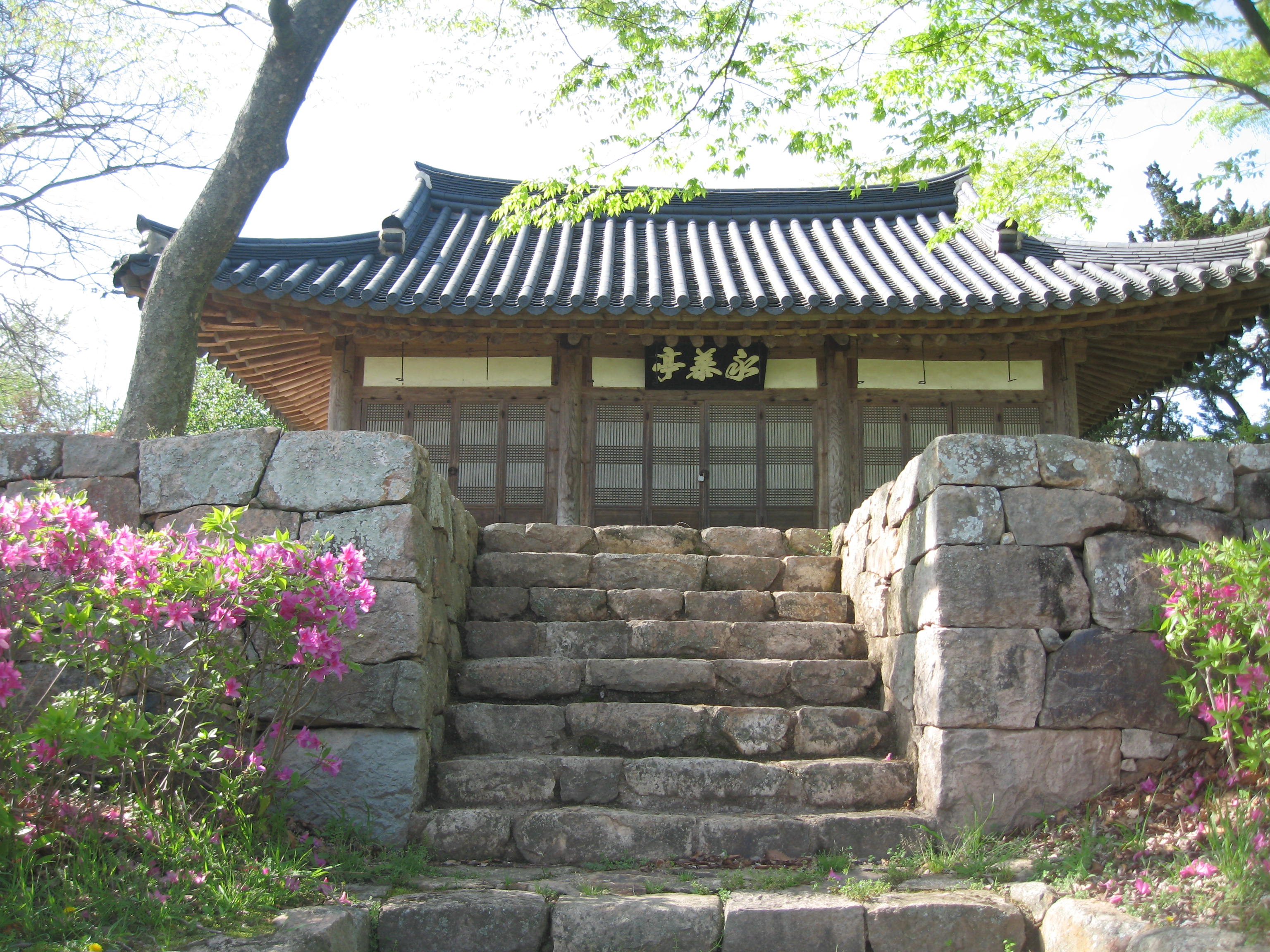
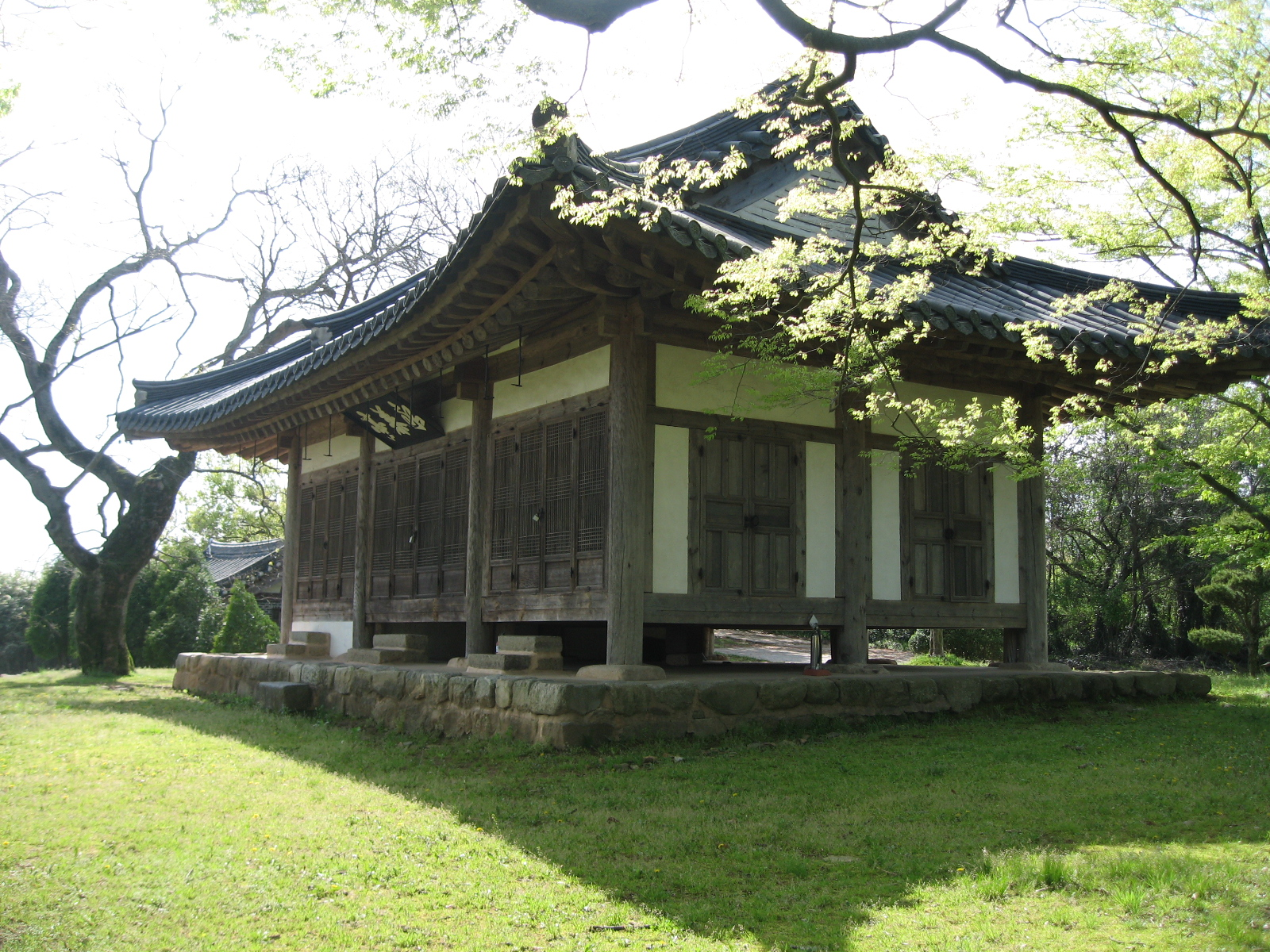
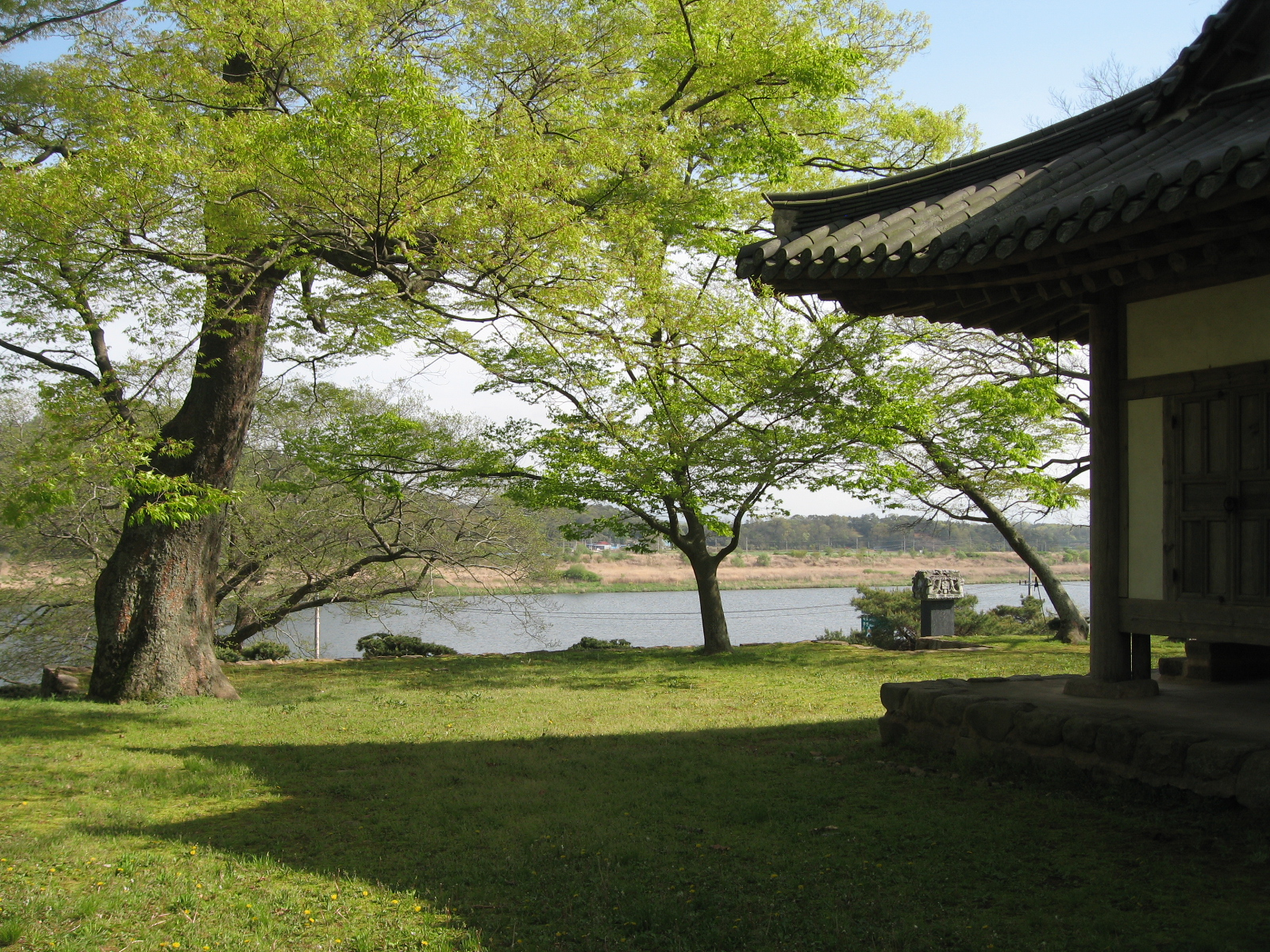

## 현지 안내문
귀래정공 임붕(林鵬, 1486~1553)은 자(字) 충거(沖擧), 호(號) 귀래정으로 문과에 급제, 벼슬이 승지를 거쳐 경주부윤에 이르고 광주목사 재임 중 작고하신 분인데 문학과 덕망으로 세상에 이름이 높았다. 공의 부친 참판공(參判公) 휘(諱) 평(枰)께서 돌아가심에 이 자리에서 거려(居廬)를 하시고 이곳에 정자를 세울 뜻을 가졌으나 미처 이루지 못한 채 돌아가시었다. 그때 공의 자제들 중에 맏 아드님인 장수공 휘(諱) 익(益)은 돌아가신 뒤라 정자공(正字公) 휘(諱) 복(復)이 절도공 휘(諱) 진(晉), 첨지공 휘(諱) 몽(蒙)과 함께 역시 이 자리에서 거려하여 3년 상기를 마친 다음 드디어 이 정자를 세웠다. 원래 건물은 정유재란 시(1597) 소실되었던 바 광해군 14년(1622) 중건했으며 이후 누차 보수하여 오늘에 이르렀다. 지금도 매년 음력 10월 1일 이곳에서 나주 임씨 대종중의 삭회가 열리고 있다. 이 정자는 회진 마을을 옆으로 하고 영산강을 굽어보는 언덕 위에 자리 잡고 있다. 건물의 구조는 기와 팔작지붕에 4가 3간인데 서편으로 1간은 방, 나머지 2간은 대청이다. 여기는 예로부터 명승으로 이름이 알려져 찾는 이들의 발길이 잦았으며, 이 정자를 두고 읊은 시편들 또한 많이 전한다.

## 참고 자료
- 나주영모정 - 국가유산청 국가유산포털